# Denise Amann
Denise Amann (* 12. März 1979 in Bregenz) ist eine österreichische Gastronomin und Fernsehköchin.

## Leben
Die gelernte Kommunikationsdesignerin ist Quereinsteigerin in der Gastronomie, sie erlernte das Kochen autodidaktisch, von ihrer Mutter und ihrer Großmutter. Denise Amann kocht gerne crossover und verwendet bevorzugt Zutaten aus biologischem Anbau. Ihre kulinarischen Kenntnisse vervollständigte sie durch Reisen nach Asien. Sie kochte zuerst in der Schweiz, danach in Frankreich. Im Jahre 2005 eröffnete sie ihr eigenes Lokal  „noi“ im 16. Wiener Gemeindebezirk, welches sie bis Juni 2010 führte. Anfang Mai 2011 eröffnete sie gemeinsam mit ihrem Lebensgefährten Denis Djulic in Feldkirch das Restaurant „st’ill“. Ab April 2008 kochte sie in 10 Sendungen gemeinsam mit Bernie Rieder in der ORF-Koch-Dokusoap „Wild Cooking – Jeder kann kochen!“. Am 17. Oktober 2008 war Denise Amann Gast bei der Kochsendung Markus Lanz im ZDF. 2008 war sie neben Nicole Burns-Hansen, Benjamin Karl und Gery Keszler Teilnehmerin in der Show des ORF Die Überflieger.

## Schriften
- Zs. mit Andrew Rinkhy (Fotos): Dreimahl. Ehrlich Gekochtes in 3 Gängen. Residenz Verlag, St. Pölten 2008, ISBN 978-3-7017-3116-9.